# Wicker Park (quartier)
Pour les articles homonymes, voir Wicker Park.
Wicker Park est un quartier d'environ 26 154 habitants situé dans le secteur de West Town à Chicago, dans l'Illinois. Se trouvant juste à l'ouest de la Kennedy Expressway.

## Présentation
Wicker Park est connu pour être un quartier artistique, avec ses petites galeries mais aussi pour être vivant et fréquenté par des jeunes couples, avec ses bars de nuit et ses petits restaurants,. Le quartier comprend aussi un espace vert appelé Wicker Park.
Le quartier se trouve à l'ouest de Pulaski Park, au nord-ouest du secteur du Loop, au nord des quartiers de East Village et Ukrainian Village, à l'est du secteur de Humboldt Park, et au sud de Bucktown, un quartier du secteur de Logan Square.

## Dans la culture populaire
Le film Rencontre à Wicker Park, réalisé par Paul McGuigan en 2004 avec Josh Hartnett et Rose Byrne, prend pour cadre le quartier.